# Джангактуу-Булак
Джангактуу-Булак (кирг. Жаңгактуу-Булак) — село в Аксыйском районе Джалал-Абадской области Кыргызстана. Входит в состав Авлетимского айылного аймака.

## География
Село расположено в южной части области, на берегах реки Ит-Агар (бассейн реки Кара-Суу), на расстоянии приблизительно 19 километров (по прямой) к северо-востоку от города Кербен, административного центра района.

## Население
Согласно оценочным данным Национального статистического комитета Кыргызской Республики, численность населения села на начало 2023 года составляла 272 человека.
| год     | 2009 | 2014 | 2015 | 2020 | 2021 | 2023 |
| ------- | ---- | ---- | ---- | ---- | ---- | ---- |
| человек | 318  | 302  | 397  | 274  | 277  | 272  |